# Ștefan Constantinescu (regizor)
Ștefan Constantinescu (n. 10 februarie 1968, București, România) este un regizor român, artist și pictor care trăiește și lucrează în Stockholm și București. Este cel mai cunoscut pentru filmul său scurt Troleibuzul 92 care a fost prezentat la Bienala de Artă de la Veneția din 2009.

## Publicații
- Epoca de aur pentru copii, 2009 [4][5]

## Filmografie
Ca regizor
- Troleibuzul 92 (scurtmetraj,  2009)
- Dacia, dragostea mea (scurtmetraj,  2010)
- Middag med familjen (scurtmetraj,  2012)
- 6 stora fiskar (scurtmetraj, 2013)
- Prologen (scurtmetraj,  2015)
- Om-Câine (2022).